# 28 dni
28 dni (ang. 28 Days) – film produkcji amerykańskiej w reżyserii Betty Thomas z 2000.
Film porusza temat alkoholizmu. W głównej roli Gwen Cummings, pacjentki kliniki odwykowej, wystąpiła Sandra Bullock, która w ramach przygotowań do roli spędziła pewien okres w klinice Sierra Tucson w stanie Arizona.

## Obsada
- Sandra Bullock jako Gwen Cummings
- Viggo Mortensen jako Eddie Boone
- Dominic West jako Jasper
- Elizabeth Perkins jako Lily Cummings
- Azura Skye jako Andrea Delaney
- Steve Buscemi jako Cornell Shaw
- Alan Tudyk jako Gerhardt
- Mike O’Malley jako Olivier
- Marianne Jean-Baptiste jako Roshanda
- Reni Santoni jako Daniel
- Diane Ladd jako Bobbie Jean
- Margo Martindale jako Betty
- Susan Krebs jako Evelyn
- Katie Scharf jako młoda Gwen
- Meredith Deane jako młoda Lily
- Elizabeth Ruscio jako pani Cummings
- Kathy Payne jako ciocia Helen
- Lisa Sutton jako dr Stavros

## Fabuła
Gwen Cummings ma za sobą traumatyczne dzieciństwo – jej matka była alkoholiczką, zaniedbującą się w obowiązkach wychowawczych. Gdy kobieta zmarła, opiekę nad nią i jej siostrą Lily przejęła ciotka. W dorosłym życiu Gwen jest niespełnioną dziennikarką jednego z nowojorskich pism, która za sens życia obrała sobie nieustanne imprezy, na których nie stroni od alkoholu i narkotyków. Jej chłopak Jasper dzieli z nią podobne upodobania. Dzień po jednej z libacji Gwen wybiera się na uroczystość weselną swojej siostry, w trakcie której powoduje wypadek samochodowy. Zostaje jej postawione ultimatum – albo zostanie skazana na więzienie, albo weźmie udział w czterotygodniowej kuracji uzależnień na odwyku. Decyduje się na leczenie.
Podczas rehabilitacji zaprzyjaźnia się z poszczególnymi pacjentami, choć początkowo jej celem jest jak najszybsze opuszczenie ośrodka. Jej współlokatorką zostaje uzależniona od heroiny 17-letnia Andrea, która ukojenie odnajduje w samookaleczaniu się. Z biegiem czasu Gwen zdaje sobie sprawę z własnej choroby i postanawia dać z siebie wszystko, by jej zapobiec.

## Muzyka
Wokalista i autor tekstów do piosenek, Loudon Wainwright III, który w filmie wcielił się w postać jednego z pacjentów kliniki odwykowej, jest twórcą czterech filmowych utworów.